# Sekvojovce v Ratměřicích
Sekvojovce v Ratměřicích jsou nejvyšší zástupci svého druhu v České republice. Rostou v desetihektarovém zámeckém parku v Ratměřicích společně s 29 taxony dalších jehličnanů a 59 taxony listnáčů.

## Základní údaje
- název: Sekvojovce v Ratměřicích, Ratměřické sekvojovce, Ratměřické sekvoje, Chotkovi velikáni[2]
- výška: 40 m (2002)[1], 45 m (~2002)[2]
- obvod: 462 / 463 cm (1972)[2], 492 / 504 cm (2002)[1], 528 / 548 cm (2002)[2]
- výška koruny: 32 m (~2002)[2]
- průměr koruny: 14 m (~2002)[2]
- věk: přes 150 let (2003)[1]

## Stav stromů a údržba
Oba stromy jsou přes 150 let staré, nechal je vysadit hrabě Otto Chotek prý jako třináctileté. První živé větve vyrůstají ve výši 12 m, mohutnější ze stromů tvoří ve výšce 8 m dvoják. Sekvojovce byly chráněné již před vyhlášením památnými stromy, protože celý park je památkově chráněn. Při oficiálním vyhlášení roku 2002 bylo doporučeno vybudovat hromosvod jako ochranu před bleskem (převyšují okolní porost).

## Zajímavosti
Sekvojovcům byl věnován prostor v pořadu České televize Paměť stromů, konkrétně v dílu č. 1: Stromy se na nás dívají. Obejmout je dokážou až čtyři lidé. Oba stromy pravidelně plodí a péčí Ing. Kučery z pražské zoologické zahrady byli vypěstováni potomci těchto jehličnanů.

## Památné a významné stromy v okolí
- Vlčkovické duby
- Aichelburgova lípa
- Kaplířova lípa
- Jalovec u Ondřejovce
- Lípy v Libouni